# Boksbaardvlinder
De boksbaardvlinder (Amphipyra tragopoginis) is een nachtvlinder uit de familie van de uilen (Noctuidae). De voorvleugellengte bedraagt tussen de 16 en 18 millimeter. De soort komt verspreid over Europa en het westelijk deel van Azië voor en is geïntroduceerd in Noord-Amerika. Hij overwintert als pop.

## Waardplanten
De boksbaardvlinder is polyfaag op kruidachtige en houtige planten.

## Voorkomen in Nederland en België
De boksbaardvlinder is in Nederland en België een zeldzame soort, die verspreid over het hele gebied kan worden gezien. De vlinder kent één generatie die vliegt van juli tot in oktober.